# Ar-Rusail
Koordinaten: 23° 32′ N, 58° 11′ O
Ar-Rusail (arabisch الرسيل, DMG ar-Rusail) ist ein kleiner Ort im Gouvernement Maskat im Nordosten des Sultanats Oman. Politisch gehört das Dorf zur Stadt Sib. Die kleine Ansiedlung liegt ca. 8 km westlich vom Flughafen Maskat entfernt und ist über eine gut ausgebaute Straße mit diesem verbunden. An dem Ort führt auch die Autobahn nach Nizwa vorbei. In der Nähe der Wohngebiete befindet sich ca. 500 m östlich das Industriegebiet (englisch Rusayl Industrial Estate), in dem ca. 300 Betriebe angesiedelt sind.